# نيكول جورج
نيكول جورج (بالإنجليزية: Nicole Georges)‏‏ (10 ديسمبر 1981 في كانساس - ) فنانة قصص مصورة، وروائية من الولايات المتحدة.

## الجوائز
- جائزة لامدا الأدبية